# 詹娜·福里斯特
詹娜·福里斯特（英語：Jenna Forrester，2003年6月14日—），澳大利亚女子游泳运动员，2019年世界青年锦标赛女子4×200米自由泳接力银牌得主、2023年世界锦标赛女子400米个人混合泳铜牌得主、2025年世界锦标赛女子400米个人混合泳银牌得主。